# لوسی رابرتز
لوسی رابرتز (انگلیسی: Lucy Roberts؛ زادهٔ ۱۱ مهٔ ۲۰۰۱) بازیکن فوتبال اهل بریتانیا است.
از باشگاه‌هایی که در آن بازی کرده‌است می‌توان به باشگاه فوتبال زنان لیورپول و باشگاه فوتبال زنان منچستر یونایتد اشاره کرد.
وی همچنین در تیم‌های ملی فوتبال England women's national under-17 football team و England women's national under-19 football team بازی کرده‌است.